# Jeffrey Ballard
Jeffrey Charles Ballard (* 21. Januar 1987 in Vancouver, British Columbia) ist ein kanadischer Schauspieler und ehemaliger Kinderdarsteller.

## Leben
Ballard wurde am 21. Januar 1987 in Vancouver geboren. Mit elf Jahren war er in mehreren Werbespots zu sehen. Sein Schauspieldebüt gab er 2000 in einer Nebenrolle im Film Mission to Mars sowie in zwei Episoden der Fernsehserie You, Me and the Kids, in der er jeweils zwei unterschiedliche Charaktere verkörperte. In den nächsten Jahren konnte er sich durch Episodenrollen in verschiedenen Fernsehserien und durch Nebenrollen in Filmproduktionen als Schauspieler etablieren. 2011 übernahm er die Rolle des Derrick Reed im Katastrophenfernsehfilm Snowmageddon – Hölle aus Eis und Feuer. 2014 war er unter anderen in der Rolle des Patrick Groves in Cannabis Kid und als Justin in Perfect Sisters zu sehen. Im selben Jahr stellte er außerdem die Rolle des Junior in sieben Episoden der Fernsehserie 24 Hour Rental dar.

## Filmografie (Auswahl)
- 2000: Mission to Mars
- 2000: You, Me and the Kids (Fernsehserie, 2 Episoden, verschiedene Rollen)
- 2001: Outer Limits – Die unbekannte Dimension (The Outer Limits, Fernsehserie, Episode 7x09)
- 2001: Jack – Extrem schräg (MVP 2: Most Vertical Primate)
- 2001: Children of the Corn: Revelation
- 2002: Air Bud 4 – Mit Baseball bellt sich's besser (Air Bud: Seventh Inning Fetch)
- 2002: Herzschlag des Todes (Dead in a Heartbeat, Fernsehfilm)
- 2002: Dark Angel (Fernsehserie, Episode 2x21)
- 2003: Agent Cody Banks
- 2003: Gefangene der Zeit (A Wrinkle in Time, Fernsehfilm)
- 2004: Zolar (Fernsehfilm)
- 2004: Riding the Bullet
- 2005: Smallville (Fernsehserie, Episode 4x20)
- 2005: Masters of Horror (Fernsehserie, Episode 1x04)
- 2005–2007: Renegadepress.com (Fernsehserie, 2 Episoden)
- 2006: She’s the Man – Voll mein Typ! (She’s the Man)
- 2006: Little Man
- 2006: Rache ist sexy (John Tucker Must Die)
- 2006: Kyle XY (Fernsehserie, 2 Episoden)
- 2007: The L Word – Wenn Frauen Frauen lieben (The L Word, Fernsehserie, Episode 4x04)
- 2007: Painkiller Jane (Fernsehserie, Episode 1x12)
- 2008–2009: The Guard (Fernsehserie, 2 Episoden)
- 2009: Ratko: The Dictator's Son
- 2010: Triple Dog
- 2010: Tower Prep (Fernsehserie, 2 Episoden)
- 2011: Pressed
- 2011: Snowmageddon – Hölle aus Eis und Feuer (Snowmageddon, Fernsehfilm)
- 2011–2014: R. L. Stine’s The Haunting Hour (Fernsehserie, 3 Episoden, verschiedene Rollen)
- 2012: Supernatural (Fernsehserie, Episode 7x15)
- 2013: Emily Owens (Emily Owens, M.D., Fernsehserie, Episode 1x08)
- 2013: The Marine 3: Homefront
- 2013: Restless Virgins (Fernsehfilm)
- 2013: King & Maxwell (Fernsehserie, Episode 1x05)
- 2013: The Toyman Killer (Fernsehfilm)
- 2013: Forever 16 (Fernsehfilm)
- 2013: Grave Halloween (Fernsehfilm)
- 2014: Cannabis Kid (Kid Cannabis)
- 2014: Perfect Sisters
- 2014: 24 Hour Rental (Fernsehserie, 7 Episoden)
- 2014: Signed, Sealed, Delivered (Fernsehserie, Episode 1x04)
- 2014: The Christmas Shepherd (Fernsehfilm)
- 2015: Wayward Pines (Fernsehserie, Episode 1x10)
- 2015: Detective McLean (Fernsehserie, Episode 1x01)
- 2018: Garage Sale Mysteries (Fernsehserie, Episode 1x13)
- 2021: Van Helsing (Fernsehserie, Episode 5x10)